# Dị tật thừa ngón
Dị tật thừa ngón (còn gọi là polydactyly, polydactylism (từ tiếng Hy Lạp cổ πολύς (polus) "nhiều" + δάκτυλος (daktulos) "ngón"), hyperdactyly) là một dị tật bẩm sinh của con người có thừa số ngón chân hay ngón tay. Khi mỗi bàn tay hay bàn chân có 6 ngón, đôi khi được gọi là "sexdactyly", "hexadactyly", hay "hexadactylism". Mặc dù trường hợp thường không đe dọa gì đến đời sống, hay thậm chí đặc biệt ảnh hưởng, đa số người phương Tây phẫu thuật cắt bỏ ngón thừa.
Ngón thừa thường là một mô nhỏ; đa phần là có xương mà không có khớp; hiếm khi hoàn thiện đẩy đủ chức năng của một ngón. Ngón thừa phần lớn là nằm về phía gần xương cẳng tay, hiếm khi ở về phía xương quay (ngón cái), và cực kỳ hiếm gặp nó nằm ở giữa. Hrithik Roshan, một ngôi sao Hollywood, là một ví dụ. Ông có thêm một ngón cái ở bàn tay phải. Ngón thừa thường tạo thành một cái trạc với ngón đã có, hay nó có thể hiếm khi bắt nguồn từ cổ tay như các ngón thông thường.
Polydactyly có thể tự phát sinh, hay thông thường hơn, là một đặc điểm của hội chứng dị tật tương thích ("congenital anomalies"). Khi nó tự phát sinh, nghĩa là nó có liên hệ với thể đột biến của nhiễm sắc thể trội trên một gene  Lưu trữ ngày 7 tháng 3 năm 2010 tại Wayback Machine. Nhưng đột biến trên nhiều gene khác nhau cũng có thể gây ra polydactyly. Điển hình là gene đột biến về cấu trúc cơ thể, và một kết quả của hội chứng dị tật nào đó, mà polydactyly là một dấu hiệu.
Tỷ lệ trẻ sơ sinh gặp phải trường hợp này là 1/500  mặc dù thông thường tỷ lệ này cao hơn ở một số nhóm người (như người Amish ở Hoa Kỳ, vì hiệu ứng sáng lập).

## Các loại  polydactyly
- - Polydactyly với khe hở môi / vòm miệng và chậm vận động tâm thần ( Hội chứng Varadi-Papp )
  - Hội chứng cận thị Polydactyly
  - Polydactyly sau trục nha khoa và đốt sống
  - Polydactyly sau trục với khe giữa của môi trên
  - Polydactyly bài trục
  - Polydactyly trước trục loại 1
  - Hội chứng Polydactyly trùng lặp tia giữa
  - Dị tật nội tạng polydactyly sứt môiPolydactyly with cleft lip/palate and psycho motor retardation (Varadi-Papp Syndrome)
- Polydactyly myopia syndrome
- Polydactyly post axial dental and vertebral
- Polydactyly post axial with median cleft of upper lip
- Polydactyly post axial
- Polydactyly preaxial type 1
- Polydactyly syndrome middle ray duplication
- Polydactyly visceral anomalies cleft lip palate

## Link liên quan
- Polydactyly and Syndactyly Lưu trữ ngày 7 tháng 3 năm 2010 tại Wayback Machine